# خفاش‌های چشم‌بزرگ
خفاش‌های چشم‌بزرگ (نام علمی: Chiroderma) نام یک سرده از تیره خفاش برگ‌بینی است.